# 2456 Palamedes
2456 Palamedes è un asteroide troiano di Giove del campo greco. Scoperto nel 1966, presenta un'orbita caratterizzata da un semiasse maggiore pari a 5,1305966 UA e da un'eccentricità di 0,0735542, inclinata di 13,90853° rispetto all'eclittica.
L'asteroide è dedicato a Palamede, re di Eubea.